# Валун (Црес)
44°54′ пн. ш. 14°22′ сх. д. / 44.90° пн. ш. 14.36° сх. д.
Валун (хорв. Valun) — населений пункт у Хорватії, у Приморсько-Горанській жупанії у складі міста Црес.

## Населення
Населення за даними перепису 2011 року становило 65 осіб.
Динаміка чисельності населення поселення:

## Клімат
Середня річна температура становить 13,79 °C, середня максимальна – 26,29 °C, а середня мінімальна – 2,03 °C. Середня річна кількість опадів – 1071 мм.
| Клімат поселення                              | Клімат поселення | Клімат поселення | Клімат поселення | Клімат поселення | Клімат поселення | Клімат поселення | Клімат поселення | Клімат поселення | Клімат поселення | Клімат поселення | Клімат поселення | Клімат поселення | Клімат поселення |
| Показник                                      | Січ.             | Лют.             | Бер.             | Квіт.            | Трав.            | Черв.            | Лип.             | Серп.            | Вер.             | Жовт.            | Лист.            | Груд.            |                  |
| Середній максимум, °C                         | 9,15             | 9,15             | 11,70            | 15,37            | 20,33            | 24,77            | 26,29            | 26,17            | 21,57            | 17,03            | 12,29            | 9,67             |                  |
| Середня температура, °C                       | 5,60             | 5,60             | 8,14             | 11,82            | 16,76            | 21,20            | 23,52            | 23,40            | 18,80            | 14,24            | 9,50             | 6,90             |                  |
| Середній мінімум, °C                          | 2,03             | 2,04             | 4,57             | 8,26             | 13,21            | 17,64            | 20,74            | 20,63            | 16,03            | 11,49            | 6,75             | 4,13             |                  |
| Норма опадів, мм                              | 91               | 74               | 75               | 77               | 69               | 77               | 46               | 71               | 108              | 133              | 140              | 110              |                  |
| Середньомісячна швидкість вітру, м/с          | 3.14             | 3.33             | 3.35             | 3.17             | 2.83             | 2.68             | 2.67             | 2.68             | 2.85             | 3.12             | 3.48             | 3.43             |                  |
| Середньомісячна сонячна радіація, кДж/м²·день | 4600             | 7442             | 10862            | 15480            | 19907            | 21656            | 23115            | 19901            | 14563            | 9415             | 5016             | 3911             |                  |
| --------------------------------------------- | ---------------- | ---------------- | ---------------- | ---------------- | ---------------- | ---------------- | ---------------- | ---------------- | ---------------- | ---------------- | ---------------- | ---------------- | ---------------- |
| Джерело:                                      |                  |                  |                  |                  |                  |                  |                  |                  |                  |                  |                  |                  |                  |